# 성주군의 지질

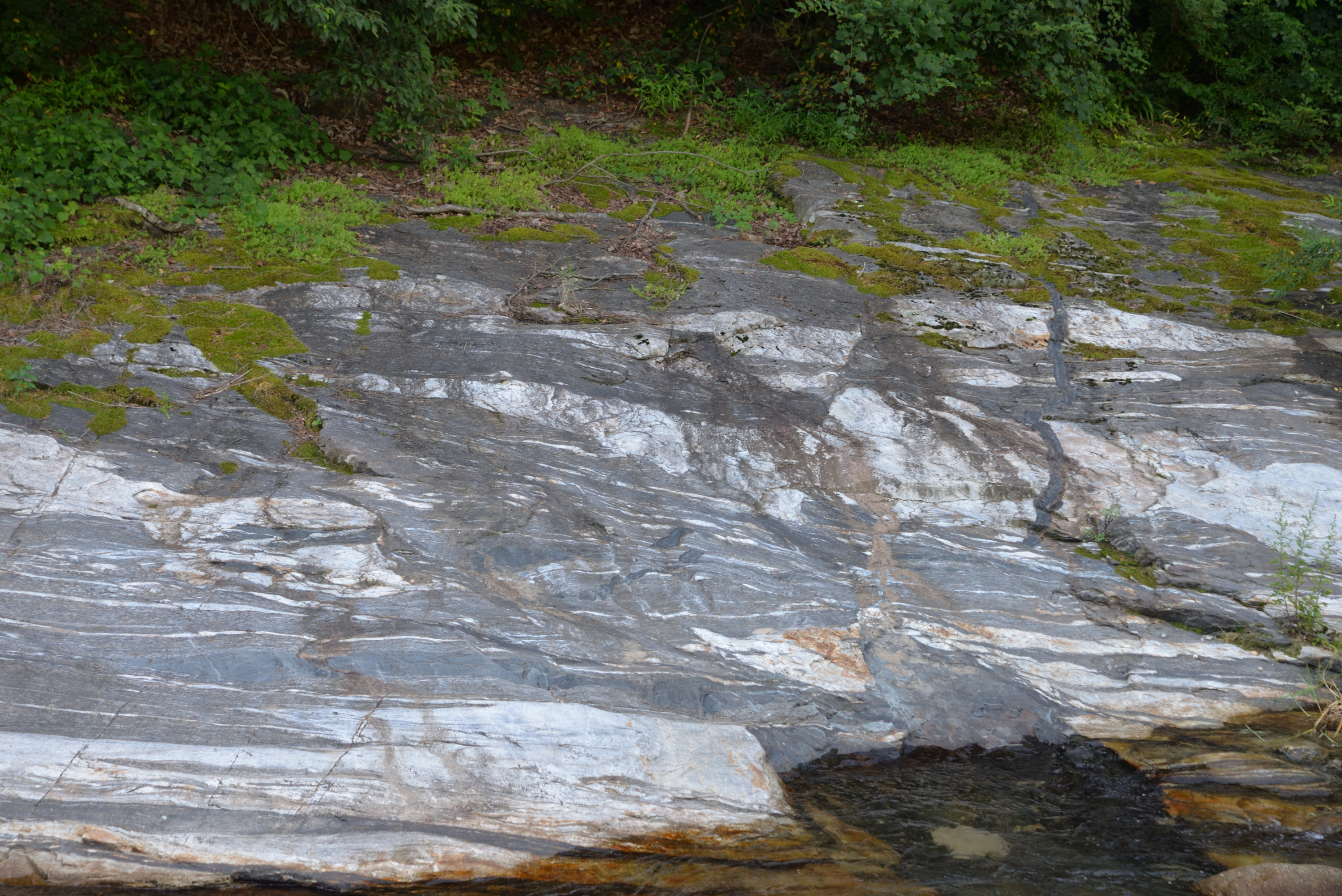
포천계곡 내 메타텍틱편마암

본 문서에서는 대한민국 경상북도 영남 지괴 내 성주군의 지질과 가야산, 포천계곡, 무흘구곡, 성주 사인암 등 지질명소와 지질유산에 대해 설명한다. 

## 개요
경상북도 성주군은 선캄브리아기 영남 지괴/영남 육괴와 중생대 백악기 경상 분지의 경계에 위치하여, 중부와 서부에는 선캄브리아기 편마암과 화강편마암이 분포하며 남동부에는 경상 누층군 신동층군의 퇴적암 지층인 낙동층, 하산동층, 진주층이 분포한다. 1:5만 지질도 상으로 
- 김천 지질도폭(1989) 남동부 (초전면 북서부)[2]
- 구미 지질도폭(1974) 남서부 (초전면 북동부, 월항면 인촌리, 선석산)[3]
- 지례 지질도폭(1970) 중·동부 (금수강산면, 무흘구곡, 가천면, 벽진면 중·남부, 초전면 남서부, 대가면, 수륜면 북부)[4]
- 왜관 지질도폭(1928) 서부 (초전면 남동부, 월항면, 성주읍, 선남면, 용암면 북부)[5]
- 구정 지질도폭(1970) 북단 (가야산, 수륜면 남부)[6]
- 현풍 지질도폭(1970) 북서부 (수륜면 보월리, 용암면 남부)[7]

에 해당한다.

## 선캄브리아기편마암

### 메타텍틱편마암과포천계곡
메타텍틱편마암은 성주군 서부, 금수강산면의 성주호 주변과 가천면의 포천계곡 일대에 분포하며 반상변정 편마암과 점이적 관계이다. 메타텍틱편마암은 주로 엽리가 발달하는 흑운모 편마암으로 구성되며 렌즈상 석회암, 석회규산염암류, 흑운모 편암, 각섬암 및 규암이 협재된다. 흑운모 편마암은 우흑대와 우백대가 교호하는 호상 및 안구상 구조가 뚜렷하며 반상변정 편마암과의 경계부로 갈수록 점차 희미해진다. 엽리는 대체로 북동 20~60° 주향에 수직 내지 서쪽/동쪽으로 50° 경사한다. 흑운모 편마암의 주요 구성 광물은 흑운모, 석영, 사장석, 미사장석 등이며 인회석, 저어콘, 철광석 등이 수반된다. 

### 우백질 화강편마암
우백질 화강편마암은 성주군 서부 금수강산면 영천리와 무학리 남부 지역에 분포하며 무흘구곡의 지질명소인 선바위와 성주 사인암을 형성한다. 메타텍틱 편마암 및 반상변정 편마암을 관입한 것으로 해석되나 이들 암석과는 점이적이다. 구성 광물 상으로는 우백질 화강암(Leucogranite)과 비슷하나 흑운모 편마암의 잔류 구조가 많이 발달하여 지례 지질도폭에서 화강편마암으로 분류하였다. 주로 장석과 석영으로 구성되고 흑운모와 녹니석을 수반한다.  

### 포천계곡
메타텍틱편마암을 가장 잘 관찰할 수 있는 곳은 성주군 가천면 용사리~법전리의 포천계곡 지역으로 계곡 하상을 따라 편마암이 나타난다. 특히 캠퍼밸리펜션(도로명주소: 성주군 가천면 포천계곡로 472) 포천관광농원(도로명주소: 성주군 가천면 포천계곡로 517-64), 돌담집(도로명주소: 성주군 가천면 포천계곡로 697) 전면 계곡 하상에는 아래 사진과 같이 엽리가 잘 발달한 노두가 드러나 있다. 
포천계곡의 메타텍틱편마암
- 캠퍼벨리펜션 전면 하상 북위 35° 52′ 19.0″ 동경 128° 07′ 59.0″ / 북위 35.871944°  동경 128.133056°
- 북위 35° 52′ 16.0″ 동경 128° 06′ 57.0″ / 북위 35.871111°  동경 128.115833°
- 북위 35° 52′ 08.5″ 동경 128° 06′ 56.5″ / 북위 35.869028°  동경 128.115694°
- 포천관광농원 북위 35° 52′ 22.0″ 동경 128° 07′ 13.0″ / 북위 35.872778°  동경 128.120278°

### 무흘구곡
무흘구곡은 우백질 화강편마암과 반상변정 편마암으로 구성된다. 무학정은 메타텍틱편마암, 선바위는 우백질 화강편마암, 성주 사인암은 반상변정 편마암에 해당한다. 성주 사인암에서는 밝은색의 반상변정 편마암을 관입한 어두운색의 염기성 암맥이 관찰된다. 
무흘구곡
- 무학대
- 무흘구곡 우백질 화강편마암, 성주군의 지질
- 무흘구곡 제4경 선바위, 우백질 화강편마암
- 무흘구곡 선바위 지역 계곡
- 성주 사인암 전경 북위 35° 54′ 20.0″ 동경 128° 03′ 33.0″ / 북위 35.905556°  동경 128.059167°
- 반상변정 편마암을 관입한 염기성암맥

## 중생대화성암

### 화강섬록암
성주군 중앙에는 화강섬록암이 성주읍 북부, 벽진면 동부, 초전면 남부, 월항면 남서부에 걸쳐 타원형으로 분포한다. 주로 사장석, 석영, 미사장석, 각섬석, 흑운모로 구성되며 인회석, 휘석, 자철석, 녹니석, 저어콘 등을 포함한다.

## 중생대경상 누층군

### 낙동층
낙동층(洛東層, Nakdong Formation)은 경상 누층군 신동층군의 최하부 지층으로  왜관 지질도폭(1928)에 의하면 선캄브리아기 편마암의 침식면 위에 퇴적되어 있다. 주로 암회색 셰일, 암회색 또는 암자색(暗紫色) 등의 이암, 암회색, 갈색 사암, 역암 등으로 구성되여 하부, 중부, 상부 3개 부분으로 구분된다. 낙동층 하부는 흑색 셰일, 녹색 이암, 갈색 사암, 역암으로 구성되며 무연탄(anthracites)이 협재된다. 낙동층 중부는 주로 사암과 역암으로 구성되며 약간의 흑색 셰일을 포함하고 전체 두께는 약 300 m이다. 낙동층 중부의 상위에 협재된 역암층은 Cibotiocaulis tateiwai Ogura, Cyathocaulis naktongensis Ogura, Xenoxylon latiporosum (Cramer)과 같은 다수의 고사리(tree-ferns)와 침엽수 화석을 특징적으로 포함하고 있다. 화석이 별로 없는 낙동층 상부는 비교적 연속성 있는 흑색 셰일과 갈색 사암 등으로 구성되며 두께는 300 m이다. 북동 주향에 경사는 남동 10~30°이다.

## 같이 보기
- 한국의 지질
- 영남 지괴/영남 육괴
- 경상 분지
- 성주군